# Puerto Montt
Puerto Montt – miasto w południowym Chile, nad zatoką Ancud (Ocean Spokojny), ośrodek administracyjny regionu Los Lagos. Położone jest u podnóża dwóch wulkanów: Osorno (2652 m n.p.m.) i Calbuco (2002 m n.p.m.).
W mieście rozwinął się przemysł rybny, skórzany, włókienniczy oraz drzewny.

## Miasta partnerskie
- Hamburg, Niemcy
- Bariloche, Argentyna
- Puerto Madryn, Argentyna
- Sewilla, Hiszpania
- Qingdao, Chińska Republika Ludowa